# باشگاه فوتبال ایرچستر یونایتد
باشگاه فوتبال ایرچستر یونایتد (به انگلیسی: Irchester United Football Club) یک باشگاه فوتبال در شهر ایرچستر، کشور انگلستان است که در سال ۱۸۸۳ میلادی تأسیس شده‌است.